# En främling knackar på
En främling knackar på (danska: En fremmed banker på) är en dansk kriminalfilm från 1959 i regi av Johan Jacobsen.

## Utmärkelser
Filmen vann Bodilpriset för bästa danska film 1959.

## Rollista
- Birgitte Federspiel - Vibeke
- Preben Lerdorff Rye - Kaj
- Victor Montell - man från kommunen